# Alfie Doughty
Alfie Doughty, né le 21 décembre 1999 à Poplar, est un footballeur anglais qui joue au poste de milieu de terrain au Millwall FC.

## Biographie

### En club
Formé à Charlton Athletic, Alfie Doughty fait sa première apparition au niveau professionnel pour le club à l'occasion d'un match face à Milton Keynes Dons le 14 août 2018.
Le 19 octobre 2018, il est prêté à Kingstonian FC.
Le 20 juin 2022, il rejoint Luton Town.